# Intervention divine (film)
Pour l’article homonyme, voir Intervention divine.
Pour plus de détails, voir Fiche technique et Distribution.
Intervention divine (en arabe : يد إلهية, Yadon ilaheyya) est un film palestinien réalisé par Elia Suleiman, sorti en 2002.  Le film est une critique ironique de l'absurdité de la situation géopolitique en Palestine. 

## Synopsis
Es, un Palestinien vivant à Jérusalem, est amoureux d'une Palestinienne de Ramallah. L'homme est partagé entre son amour et la nécessité de s'occuper de son père, très fragile. En raison de la situation politique, la femme ne peut aller plus loin que le checkpoint situé entre les deux villes. Les rendez-vous du couple ont donc lieu dans un parking désert près du checkpoint.

## Fiche technique
- Titre : Intervention divine
- Titre original : Yadon ilaheyya
- Réalisation : Elia Suleiman
- Scénario : Elia Suleiman
- Pays d'origine : Palestine
- Format : Couleurs - 1,85:1 - Dolby - 35 mm
- Genre : Comédie
- Durée : 92 minutes
- Dates de sortie :
  - France :  19 mai 2002 (Festival de Cannes)
  - France : 2 octobre 2002 (Sortie nationale)

## Distribution
- Elia Suleiman : E.S.
- Manal Khader : la femme
- George Ibrahim : Santa Clause
- Amer Daher : Auni
- Jamel Daher : Jamal
- Lufuf Nuweiser : voisin avec le van américain
- Read Masarweh : Abu Basil
- Bassem Loulou : Abu Amer
- Salwa Nakkara : Adia (comme Salvia Nakkara)
- Naaman Jarjoura : oncle
- Rama Nashashibi : Um Elias
- Saiman Natour : ami
- Fairos Hakim : commerçant à l'arrêt de bus
- Khalil Jarjoura : homme numéro 6
- Hamada Shamout : Basil

## Bande originale
Elia Suleiman utilise des chansons déjà existantes pour composer la bande originale du film.
| 1.  | I Put a Spell on You                                       | Natacha Atlas        | 9:01 |
| 2.  | Ana Oual Azab                                              | Mohammed Abdel Wahab | 2:53 |
| 3.  | Fingers (scène de la femme au checkpoint)                  | Joi                  | 6:34 |
| 4.  | Easy Muffin                                                | Amon Tobin           | 5:03 |
| 5.  | Wala Ala Baloh                                             | Amr Diab             | 5:08 |
| 6.  | Les Kid Nappeurs Main Theme (scène du ballon de baudruche) | Marc Collin          | 4:13 |
| 7.  | Tango El Amal                                              | Nour el Houda        | 3:10 |
| 8.  | Mumbai Theme Tune                                          | Allah Rakha Rahman   | 5:14 |
| 9.  | Definitive beat                                            | Mirwais              | 3:58 |
| 10. | Tango                                                      | Soapkills            | 3:19 |
| 11. | Dub4me                                                     | Soapkills            | 3:03 |

## Distinctions
- Festival de Cannes 2002 : 
  - Prix du Jury
  - Prix FIPRESCI